# هری برادشاو
هری برادشاو (به انگلیسی: Harry Bradshaw) زادهٔ ۲۴ اوت ۱۸۷۳ بازیکن فوتبال اهل انگلستان بود که سابقهٔ بازی در تیم ملی فوتبال انگلستان را در کارنامهٔ خود دارد. وی در تاریخ ۲۰ فوریه ۱۸۹۷ تنها بازی ملی خود را در مقابل تیم ملی فوتبال ایرلند انجام داد.